# Григорьевка (Подгоренский район)
Григорьевка — хутор в Подгоренском районе Воронежской области.
Входит в состав Гришевского сельского поселения.

## География

### Улицы
- ул. Дачная
- ул. Дорожная

## Население
| 2010 |
| ---- |
| 36   |